# Centro de Arte La Panera
El Centro de Arte La Panera es un museo de arte en la ciudad de Lérida, Cataluña, España.
Abierto desde el año 1997, está localizado en un edificio datado del siglo XII, en el área medieval de la ciudad. El centro de arte se especializa en arte contemporáneo, especialmente en artistas catalanes y españoles, del cual el museo incluye una importante colección permanente, así como actividades educativas y un centro de documentación e investigación.

## Principales exposiciones
La Panera ha albergado exposiciones individuales de artistas como Alicia Framis o Antoni Abad.
En septiembre de 2020 una amplia selección de las obras de la Colección de Arte Censored de Tatxo Benet con obras de Antoni Tapies, Pablo Picasso, Ai Weiwei, León Ferrari, Abel Azcona o Robert Mapplethorpe fue expuesta en el Centro de Arte La Panera de Lérida.